# Pohledští Dvořáci (železniční zastávka)
Pohledští Dvořáci jsou železniční zastávka ve stejnojmenné místní části města Havlíčkův Brod na dvoukolejné elektrizované trati Brno – Havlíčkův Brod. Zastávka byla zprovozněna 20. ledna 1906.

## Provozní informace
Tato zastávka má dvě nástupiště na vnější straně kolejí. Přístup na zastávku je pouze přes pěšinu v trávě. V zastávce není možnost zakoupení si jízdenky, ani žádné odjezdové tabule. Provozuje ji Správa železnic.

## Doprava
Zastavují zde pouze osobní vlaky jezdící pouze v pracovní dny na trase Havlíčkův Brod – Žďár nad Sázavou.